# Pataias e Martingança
Pataias e Martingança (oficialmente: União das Freguesias de Pataias e Martingança) é uma freguesia portuguesa do município de Alcobaça, com 87,08 km² de área e 6729 habitantes (censo de 2021). A sua densidade populacional é 77,3 hab./km².

## História
Foi constituída em 2013, no âmbito de uma reforma administrativa nacional, pela agregação das antigas freguesias de Pataias e Martingança com sede em Pataias.

## Demografia
A população registada nos censos foi:
| Distribuição da População por Grupos Etários | Distribuição da População por Grupos Etários | Distribuição da População por Grupos Etários | Distribuição da População por Grupos Etários | Distribuição da População por Grupos Etários | Distribuição da População por Grupos Etários |
| -------------------------------------------- | -------------------------------------------- | -------------------------------------------- | -------------------------------------------- | -------------------------------------------- | -------------------------------------------- |
| Antes da agregação                           |                                              |                                              |                                              |                                              |                                              |
| Ano                                          | 0-14 anos                                    | 15-24 anos                                   | 25-64 anos                                   | >= 65 anos                                   | Total                                        |
| 2001                                         | 927                                          | 852                                          | 3674                                         | 1039                                         | 6492                                         |
| 2011                                         | 863                                          | 628                                          | 3737                                         | 1368                                         | 6596                                         |
| Após a agregação                             |                                              |                                              |                                              |                                              |                                              |
| Ano                                          | 0-14 anos                                    | 15-24 anos                                   | 25-64 anos                                   | >= 65 anos                                   | Total                                        |
| 2021                                         | 749                                          | 615                                          | 3597                                         | 1768                                         | 6729                                         |